# Nightwish
Nightwish je finská hudební skupina hrající symfonický metal založená v roce 1996 skladatelem a klávesistou Tuomasem Holopainenem. K němu se přidali sopranistka Tarja Turunen, kytarista Emppu Vuorinen a bubeník Jukka Nevalainen a v této sestavě Nightwish u společnosti Spinefarm Records vydali debutové album Angels Fall First (1997). Později se k nim přidal  baskytarista Sami Vänskä. Po vydání Oceanborn o rok později skupina pronikla na světový hudební trh, kde si během následujících čtyř až pěti let vybudovala silnou pozici a přešla k vydavatelství Nuclear Blast. Po turné ke třetí desce Wishmaster (2000) byl z Nightwish vyhozen Vänskä, jehož nahradil Marco Hietala. K další změně v sestavě došlo po turné k řadově pátému albu Once (2004), kdy byla Tarja Turunen vypovězena z kapely, a to z důvodu osobních rozepří mezi ní a zbytkem kapely. Její náhradnice, Anette Olzon, ve skupině nevydržela dlouho; pouhých pět let, načež byla roku 2012 nahrazena Floor Jansen. S ní skupina v roce 2015 vydala osmé album Endless Forms Most Beautiful. Na rok 2020 si skupina přichystala album s názvem Human. :||: Nature. 
Hudba Nightwish se v jejich historii postupně vyvíjela, zatímco powermetalové motivy převládaly na deskách Oceanborn a Wishmaster, na albu Century Child tento skladatel do své hudby implementoval orchestrální prvky. Ty byly od alba Dark Passion Play (2007) doplněny folkovými motivy. Toto obohacení v jejich hudbě nejvíce propuklo při navázání spolupráce s instrumentalistou Troyem Donockleyem. Ženský vokál ve skladbách doplňuje heavy metalový mužský zpěv Hietaly, na albu Imaginaerum se nepatrně pěvecky zapojil také Donockley. Holopainen se jako textař a skladatel prvně inspiroval fantasy literaturou (například série Dragonlance či Pán prstenů), později dával přednost filmové hudbě či „obyčejným tématům“. Nightwish jsou považováni za průkopníky symfonického metalu. Pomohli tento žánr zpopularizovat, přičemž se jejich tvorbou následně inspirovalo velké množství dalších skupin.

## Historie

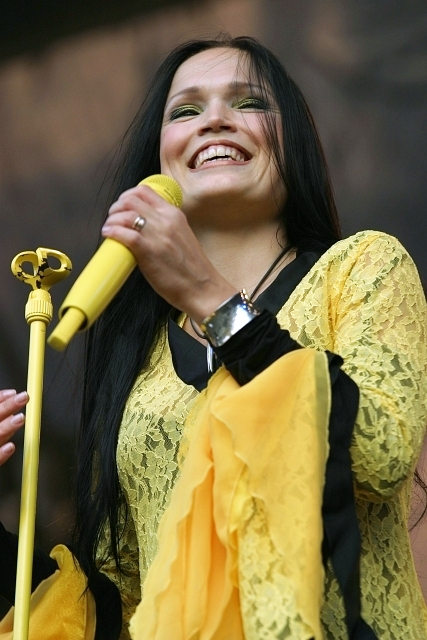
Tarja Turunen v roce 2005

### Začátky (1996–1997)
Hudební skupina Nightwish byla původně založena jako sólový projekt finského klávesisty a skladatele Tuomase Holopainena. Ten projekt založil v červenci roku 1996 na jednom z ostrovů finského jezera Pyhäjärvi s vizí tvorby atmosférické hudby. K tomu ale potřeboval další nástroje, než jen klávesy, a tak navázal spolupráci s kytaristou Emppu Vuorinenem a zpěvačkou Tarjou Turunen. Pro Turunen byl tento projekt prvním uskupením, ve kterém kdy působila; sám Holopainen dle zpěvačky do první zkoušky vůbec nevěděl, jak zpívá. Navzájem se už ovšem trochu znali ze školy a též díky Holopainenově matce, která Turunen v dětství učila na piano. V sestavě Holopainen, Vuorinen a Turunen vydalo uskupení v roce 1996 demo Nightwish. To obsahovalo tři folkové písně, operní zpěv Turunen ale nakonec přesvědčil Holopainena k přechodu k symfonickému metalu. Právě podle titulní písně, která byla první, jež Holopainen kdy napsal, se skupina pojmenovala. Název skupiny, který jde volně přeložit jako noční přání.
Původní trio tak bylo doplněno o bubeníka Jukku Nevalainena a baskytaristu Samiho Vänsku. Aktivita Nightwish ovšem byla na kratší dobu přerušena, a to kvůli nástupu Holopainena na povinnou vojenskou službu. Právě tam ale začal tento klávesista skládat písně ve velkém a díky tomu vzniklo debutové album Angels Fall First (1997). Holopainen se při skládání textů inspiroval převážně jeho oblíbenou fantasy literaturou; sériemi Dragonlance či Pán prstenů. Tato díla ovšem přímo nepromítal do svých děl, nýbrž mu dle vlastních slov „pomáhaly při tvorbě vlastních příběhů“. Demo nahrávku Angels Fall First skupina odeslala různým vydavatelstvím a nakonec podepsala smlouvu se společností Spinefarm Records. Ta se ovšem rozhodla album vydat v demo podobě; tedy bez profesionální produkce a masteringu. I přesto se deska prodávala, dostala se i do některých oficiálních hitparád a Nightwish odehráli své první koncerty. Po prvním z nich se Holopainen rozhodl ukončit studia na univerzitě biologie a plně se začal věnovat hudbě.

### Vstup na světový trh (1998–1999)
O rok později přišel Holopainen s dalšími devíti skladbami, které skupina vydala v prosinci 1998 na albu Oceanborn. Oproti předchozí desce nastal velký hudební posun; skladby jsou hrané v rychlejším tempu, je kladen větší důraz na melodii a objevují se powermetalové prvky. Velký vliv na tuto změnu měla finská skupina Stratovarius a její album Visions (1997). Nightwish s albem sklidili velký úspěch, kromě umístění na pátém místě ve finské hitparádě Suomen virallinen lista se Oceanborn dostalo také na prodejní pulty v dalších zemích světa. Později bylo v rodné zemi skupiny oceněno zlatou deskou. V rámci podpory desky se Nightwish zúčastnili svého prvního evropského turné, během něhož vystupovali jako podpora skupiny Rage.

### Krize ve skupině a příchod Marca Hietaly (2000–2001)

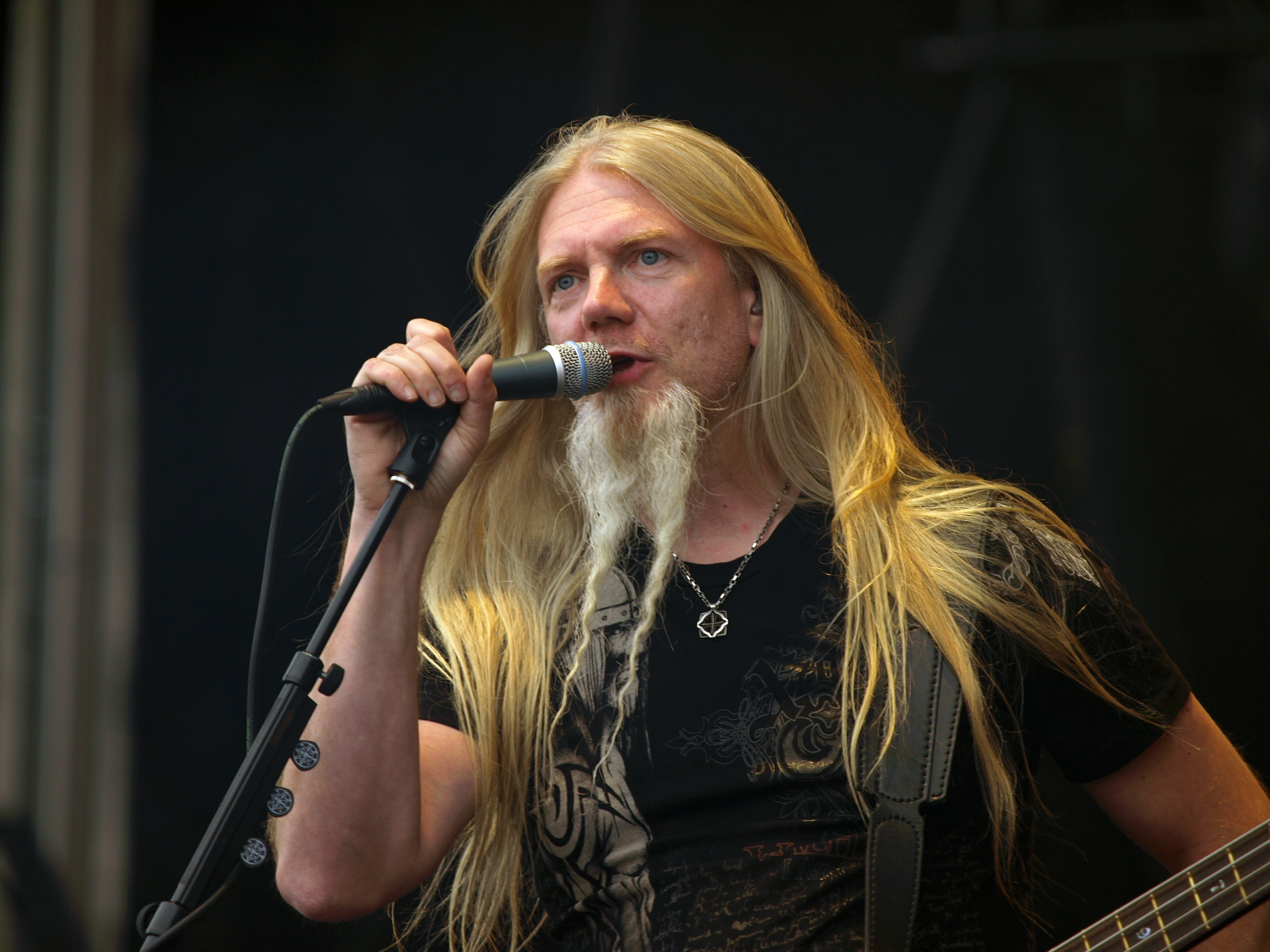
Marco Hietala na festivalu Tuska Open Air 2013

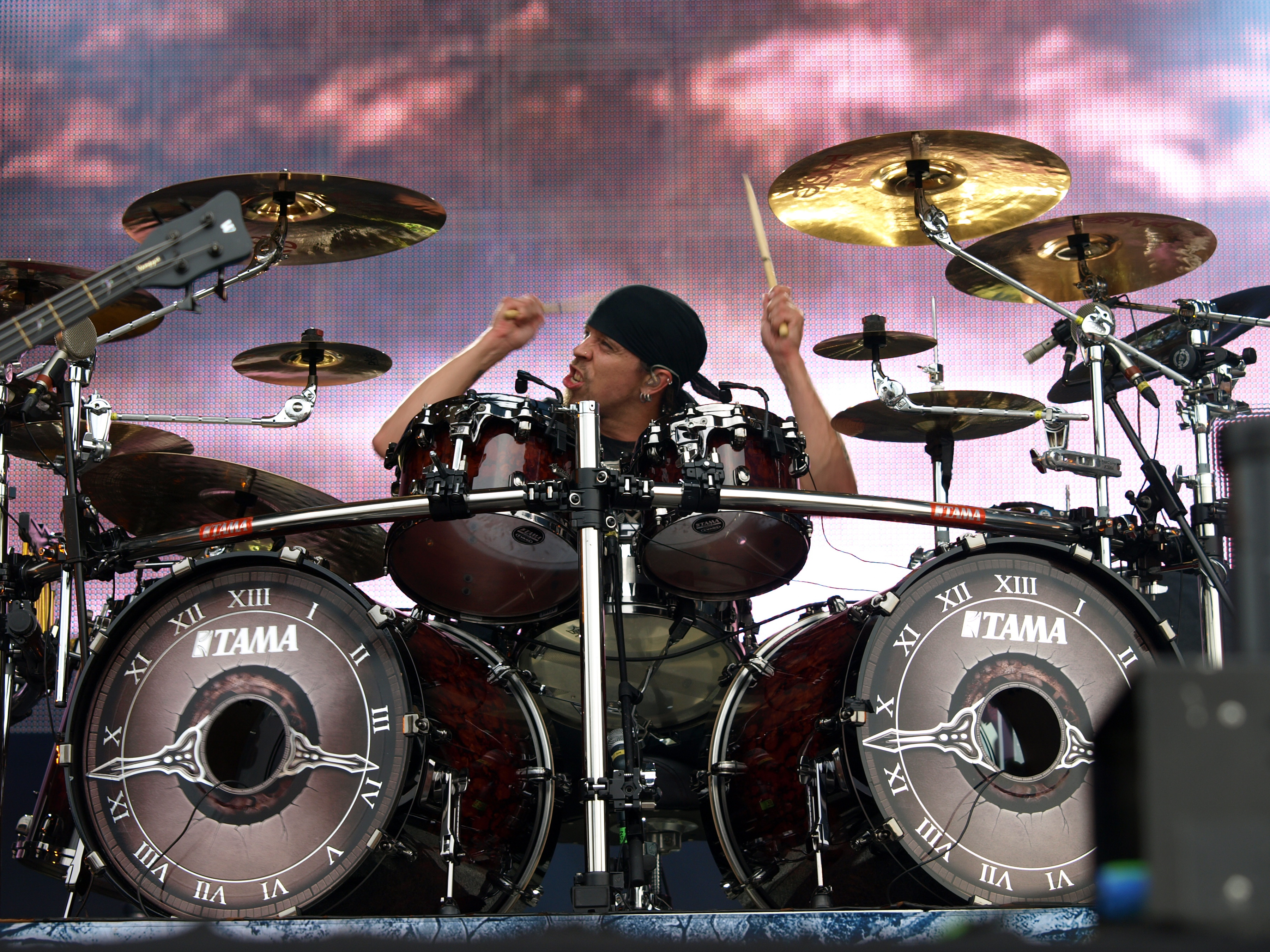
Jukka Nevalainen na festivalu Tuska Open Air 2013

Na začátku roku 2000 začali Nightwish ve studiu s nahráváním třetího řadového alba. Celý proces byl krátkodobě přerušen účastí ve finském kole hudební soutěže Eurovize, kde skupina zahrála novou skladbu „Sleepwalker“ z připravované desky. Přestože Nightwish vyhráli hlasování diváků, porota se jako finského reprezentanta rozhodla vybral písničkářku Ninu Åström. Kapela poté pokračovala v nahrávání alba. Dle Turunen ale ve studiu bylo „napětí a stres“, především kvůli ponorkové nemoci. Celá deska, která dostala název Wishmaster a vyšla v květnu 2000, zpěvačce přijde „temná a děsivá“, a to jak hudebně tak textově. Album ale i přesto bylo fanoušky vyhledávané; ve Finsku se dostalo na první místo v žebříčku prodejnosti a v německé hitparádě Media Control Charts na pozici dvacátou první.
Skupina se dále těšila rostoucí popularitě a v návaznosti na vydání alba absolvovala své první světové turné; v Evropě jako headliner. Během něj kapela vystupovala téměř po celý zbytek roku 2000 a první polovinu roku dalšího. Došlo také na vydání EP Over the Hills and Far Away (červen 2001) obsahujícího kromě titulního coveru na skladbu Garyho Moora další tři vlastní písně kapely.  Holopainen se dostal do krize; skupina tehdy neměla manažera, o vše se staral Holopainen a bubeník Jukka Nevalainen. Zároveň dále houstly vztahy mezi členy.  Od myšlenky rozpustit Nightwish nakonec Holopainena odradil zpěvák Tony Kakko ze skupiny Sonata Arctica během jejich společného výletu do finského Laponska. Holopainen z kapely následně požádal o odchod Samiho Vänsku a rozhodl se management předat do rukou Ewa Pohjoly, tehdejšího zaměstnance Spinefarm Records. Jako náhrada byl na post baskytaristy přijat Marco Hietala, který se také ujal mužského vokálu.
Z evropského turné k desce Wishmaster bylo na koncertu v městě Tampere natočeno živé DVD From Wishes to Eternity, které bylo vydáno pouze ve Finsku v limitované edici 10 000 kusů. Wishmaster také bylo po třech týdnech prodejích ve Finsku oceněno zlatou deskou. Německý časopis Rock Hard zvolil desku albem měsíce, čímž ji zařadil před Brave New World, v té době nové album skupiny Iron Maiden.

### Century Child(2002–2003)
V roce 2002 skupina vydala čtvrté studiové album Century Child. Novinkou byla spolupráce se symfonickým orchestrem. Holopainen sice dle vlastních slov mohl většinu zvuků dostat ze syntezátoru, chtěl si ale vyzkoušet práci se skutečným uskupením; osloven byl tedy městský orchestr z Joensuu, jenž se podílel na několika skladbách.
Century Child se hned dvě hodiny po vydání stalo ve Finsku zlaté a za dva týdny bylo oceněno také platinovou deskou. Nightwish se také začali probojovávat na přední příčky v hitparádách různých evropských zemích, například páté místo v Německu, patnácté v rakouské Ö3 Austria Top 40 a devatenácté v Norsku. Na vydání alba navázalo turné World Tour of the Century probíhající během let 2002 a 2003, které kromě letních festivalů zahrnovalo také samostatná vystoupení v Evropě a Americe. Po skončení turné bylo vydáno DVD End of Innocence, jež kromě několika sestřihů z koncertů obsahuje hlavně zpovědi Holopainena a Nevalainena. Poprvé se tak na veřejnost dostaly zákulisní informace o problémech v kapele.

### Oncea Konec jedné éry (2004-2005)

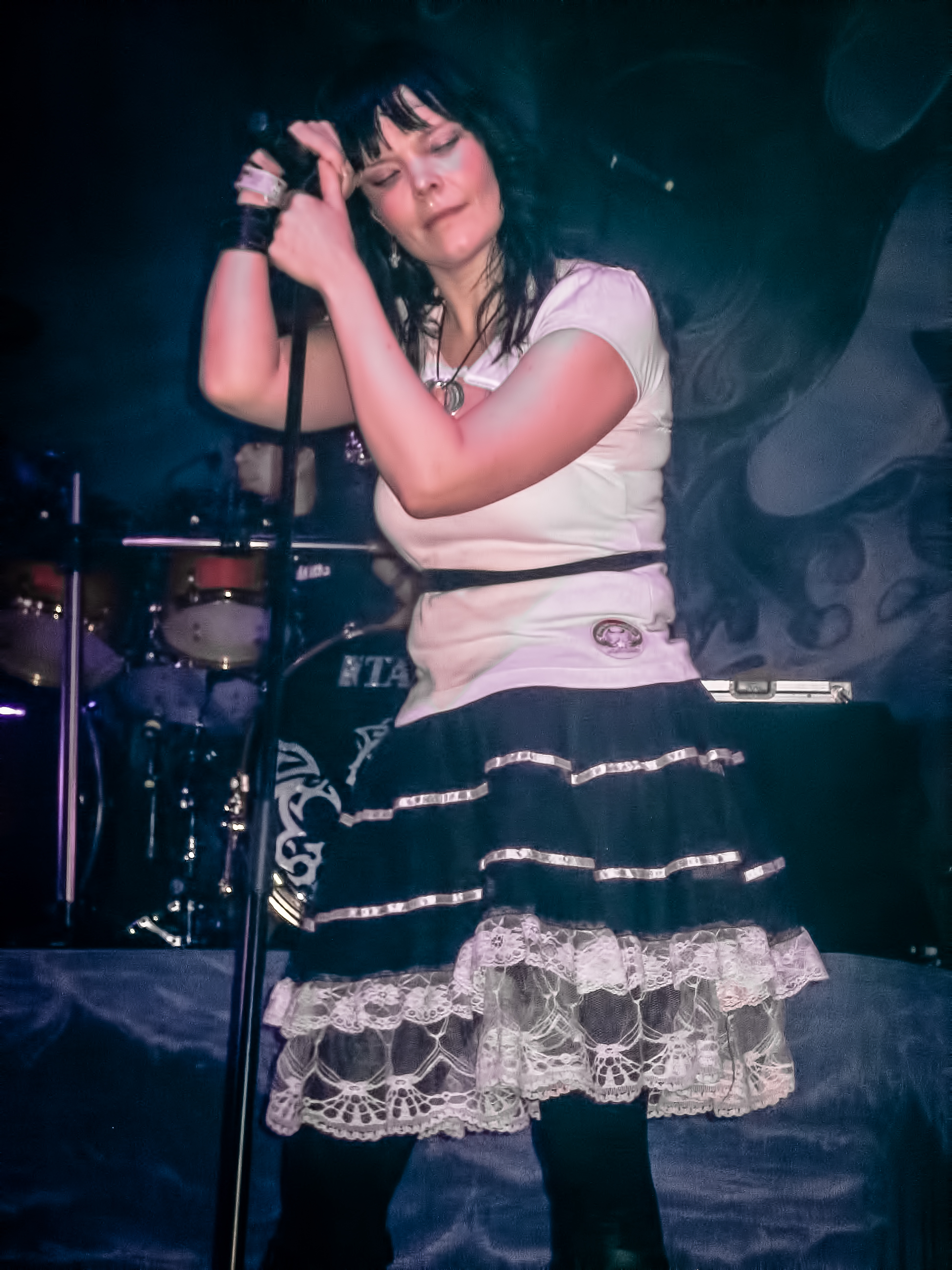
Anette Olzon během vystoupení v roce 2008

Po skončení turné začal Holopainen postupně pracovat na nové desce a skupina v únoru 2004 podepsala smlouvu s vydavatelstvím Nuclear Blast, načež krátce poté oznámila vydání alba Once. To bylo na trh uvedeno v červnu téhož roku. Se skupinou opět spolupracoval orchestr, tentokrát šlo ale o Londýnský filharmonický orchestr. Orchestr a sbory jsou zde monumentální a dle slov Tuomase měli k dispozici 18 sboristů a stále to nestačilo. Velké zapracování se dostalo na zpěv Tarjy Turunen kde dostaly prostor i přirozenější polohy. 
Deska se umístila na první příčce v několika hitparádách po Evropě; ve Finsku, Německu a Norsku. Dále obsadila přední příčky také ve švédském žebříčku Sverigetopplistan (3. místo), ve švýcarské Schweizer Hitparade (4. místo), v Rakousku (4. místo) či ve francouzské IFPI (9. místo). Album se také v Německu stalo platinové, ve Finsku trojplatinové a v Řecku zlaté. Celkově se ho prodalo něco kolem milionu kusů. K podpoře alba skupina absolvovala světové turné, které bylo zakončeno v říjnu 2005 ve vyprodané hale Hartwall Arena. To byl také poslední koncert s Nightwish pro Turunen, která byla po vystoupení zbytkem kapely vyhozena formou otevřeného dopisu.
Hlavním problémem rozrůstajícím se mezi Turunen a zbytkem kapely, byl její manžel Marcel Cabulim, kterého si vzala v roce 2003 a který zároveň působil jako manažer skupiny pro Jižní Ameriku. Ten podle Holopainena změnil její charakter a udělal z ní jiného člověka, což postupně zhoršovalo jejich vzájemný vztah a dle skladatele to začalo být „opravdu špatné“ na konci roku 2004. Turunen dle vyjádření skupiny nechtěla podnikat dlouhá koncertní turné či vystupovat v malých sálech. Také údajně prohlásila, že další album s Nightwish bude její poslední. Turunen poté na otevřený dopis reagovala vlastním prohlášením, kde uvedla, že jí manžel „dopomohl k tomu, aby byl její hlas slyšet“. Zároveň ale nijak nereagovala na Holopainenovy věty ohledně nechuti koncertovat či odchodu z kapely.
Odchod zpěvačky způsobil ve skupině vynucenou pauzu, během které začal Holopainen pracovat na nové studiové desce a také bylo vydáno DVD End of an Era, zachycující koncert v Hartwall Areně. Ostatní členové skupiny se mezitím věnovali vlastním projektům a kapelám a  Marco Hietala do toho také pomáhal Holopainenovi s tvorbou nového alba. Jako nová zpěvačka byla vybrána Anette Olzon, její identita byla ovšem tajena až do vydání prvního singlu z nového alba. Nová deska Dark Passion Play byla nakonec vydána na podzim roku 2007 u Nuclear Blast. S příchodem Olzon se vytratily operní rejstříky a její zpěv byl spíše rockovější. Textově jde přitom o nejtemnější album v dosavadní historii skupiny, a to zejména kvůli událostem v letech předchozích.
Album se opět umístilo na předních příčkách mnohých hitparád, tentokrát se k nim přidala i česká IFPI, kde se deska umístila nejlépe na třetí pozici. Ve Finsku se po dvou dnech prodeje stalo platinové, zlaté desky získalo v Německu, Švýcarsku, Rakousku a Polsku. Negativním dopadem ovšem bylo rozdělení fanoušků na dva tábory. Zatímco jedni byli s volbou nové zpěvačky spokojení, druzí volali po návratu Turunen a Olzon nedělali začátky ve skupině vůbec lehké. K podpoře alba Nightwish absolvovali velké koncertní turné, jež probíhalo s menšími pauzami téměř dva roky v kuse. Po skončení koncertní série bylo vydáno živé DVD Made in Hong Kong (And in Various Other Places) a Holopainen začal pracovat na dalším studiovém albu.

### Imaginaeruma třetí zpěvačka (2010–2013)

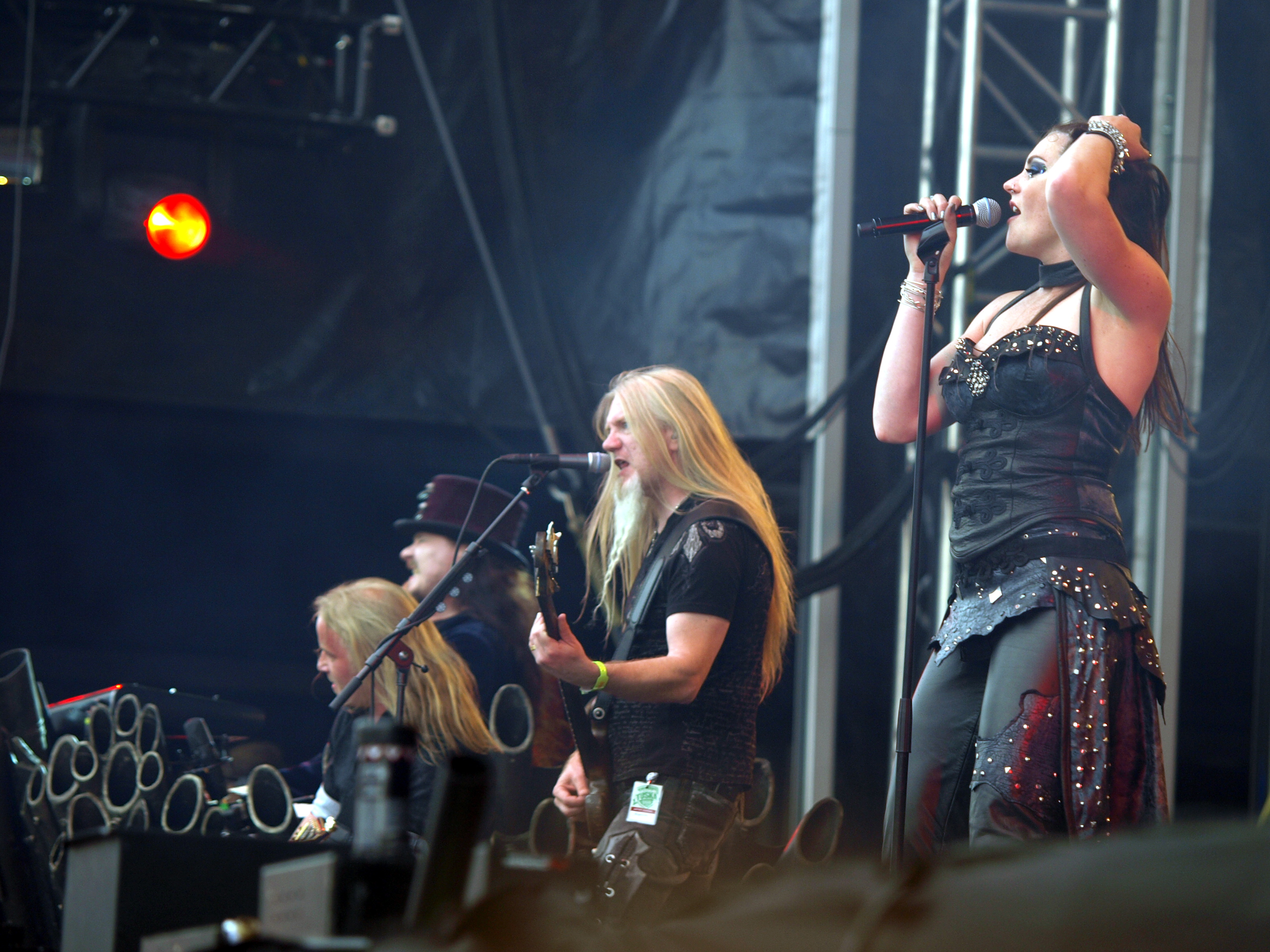
Nightwish v roce 2013, zleva: Holopainen, Vuorinen, Hietala a Jansen

Holopainen jako další desku nechtěl natočit pouze normální album, nýbrž něco na způsob soundtracku k filmu. Vzhledem k tomu, že ale chtěl film a album od sebe oddělit, se rozhodl napsat normální metalové konceptuální album a pak k němu natočit film. Deska dostala název Imaginaerum a po dlouhých odkladech vyšla na podzim roku 2011. Dlouhá příprava a nahrávání byly způsobeny touhou kapely udělat album „propracovanější“. Hudebně se kapela především držela stylu zaběhnutého na předchozí nahrávce Dark Passion Play a koncept reflektuje s příběhem filmu; pojednává o starém hudebním skladateli, který trpí demencí a vzpomíná na důležité milníky ve svém životě. Stejnojmenný film vyšel o rok později, jako režisér se na něm podílel Stobe Harju a produkoval ho Markus Selin. Ve filmu si krátké cameo role zahráli i členové skupiny, sám Holopainen měl roli mladší verze hlavní postavy.

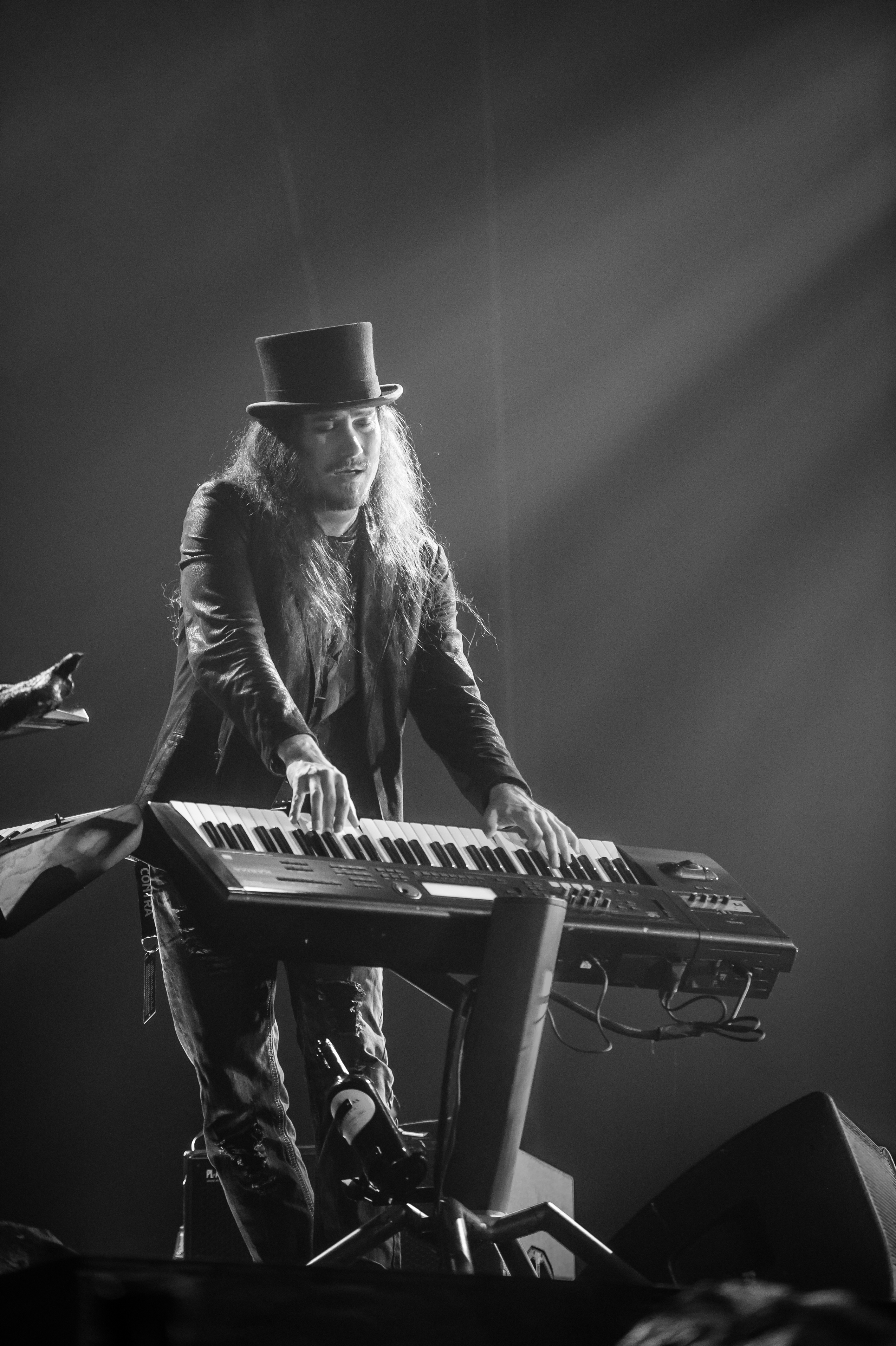
Tuomas Holopainen během vystoupení v roce 2015

Oproti Dark Passion Play si Imaginaerum v evropských hitparádách spíše pohoršilo, první příčku obsadilo jen v pro Nightwish domácím Finsku, v Česku se umístilo až na třinácté pozici. Přesto to stačilo na několik zlatých desek; Německo, Řecko, Švýcarsko a Slovensko a jednu multiplatinovou ve Finsku. Na vydání alba opět navázala koncertní série, tato se ovšem stala poslední pro Olzon jakožto zpěvačku Nightwish. Ta měla již během minulého turné menší problémy, převážně v jeho závěru, kdy bojovala s únavou a vyčerpáním. Podobná situace nastala i na turné k Imaginaerum, v září 2012 musela být Olzon před vystoupením v americkém Coloradu odvezena do nemocnice a koncert za ní provizorně odzpívaly Elize Ryd a Alissa White-Gluz, což se zpěvačce nelíbilo. Další vystoupení sice Olzon odzpívala, dle Holopainena ale kapele došlo, že nejde dál koncertovat v takové nejistotě a téměř okamžitě ukončili s Olzon spolupráci. Jelikož ale chtěli turné dohrát, kontaktovali nizozemskou zpěvačku Floor Jansen, jež koncertní sérii dozpívala. Chemie mezi kapelou a Floor Jansen byla skvělá natolik (a především její univerzální styl zpěvu), že poté byla na podzim roku 2013 přijata jako stálá členka, spolu s ní byl do skupiny oficiálně přijat do té doby oficiálně pouze koncertní člen Troy Donockley. V listopadu téhož roku ještě vyšlo koncertní DVD Showtime, Storytime zachycující vystoupení na festivalu Wacken Open Air 2013.

### Endless Forms Most Beautifula změna na postu bubeníka (2015–2016)
Po absolvování promo akcí k DVD začal Holopainen pracovat na v pořadí osmé studiové desce Nightwish. Skupina se poté na pořízení demoverzí skladeb sešla ve finském letním kempu u jezera a dle Holopainena byly některé party z tohoto nahrávaní použity i v závěrečném mixu, díky čemuž se prý Nightwish zvukově přiblížili k albu Once (2004). Celého nahrávání se ovšem nemohl zúčastnit původní bubeník Jukka Nevalainen, který dočasně přerušil svojí činnost v Nightwish kvůli narůstajícím problémům s nespavostí. Jako dočasná náhrada byl tedy přijat bubeník Kai Hahto.
 Textově se deska zabývá evolucí a krásou života; Holopainen a Donockley se inspirovaly především knížkou O původu druhů Charlese Darwina. Album dostalo název Endless Forms Most Beautiful a vyšlo na jaře roku 2015.
V žebříčcích prodejů se deska dostala na první místo v české a finské hitparádě. Dále obsadila přední příčky ve spoustě dalších evropských zemích. V Česku se deska po dvou dnech prodeje stala zlatou, přičemž toto ocenění získala také v Německu a Švýcarsku. Ve Finsku pak skupina za album obdržela platinovou desku. V rámci podpory alba proběhlo koncertní turné Endless Forms Most Beautiful World Tour, na němž bylo natočeno DVD Vehicle of Spirit (2016). To obsahuje záznamy z vystoupení ve Wembley Areně a na Ratina stadionu v Tampere.

### Decadesa budoucí plány (od 2017–2019)

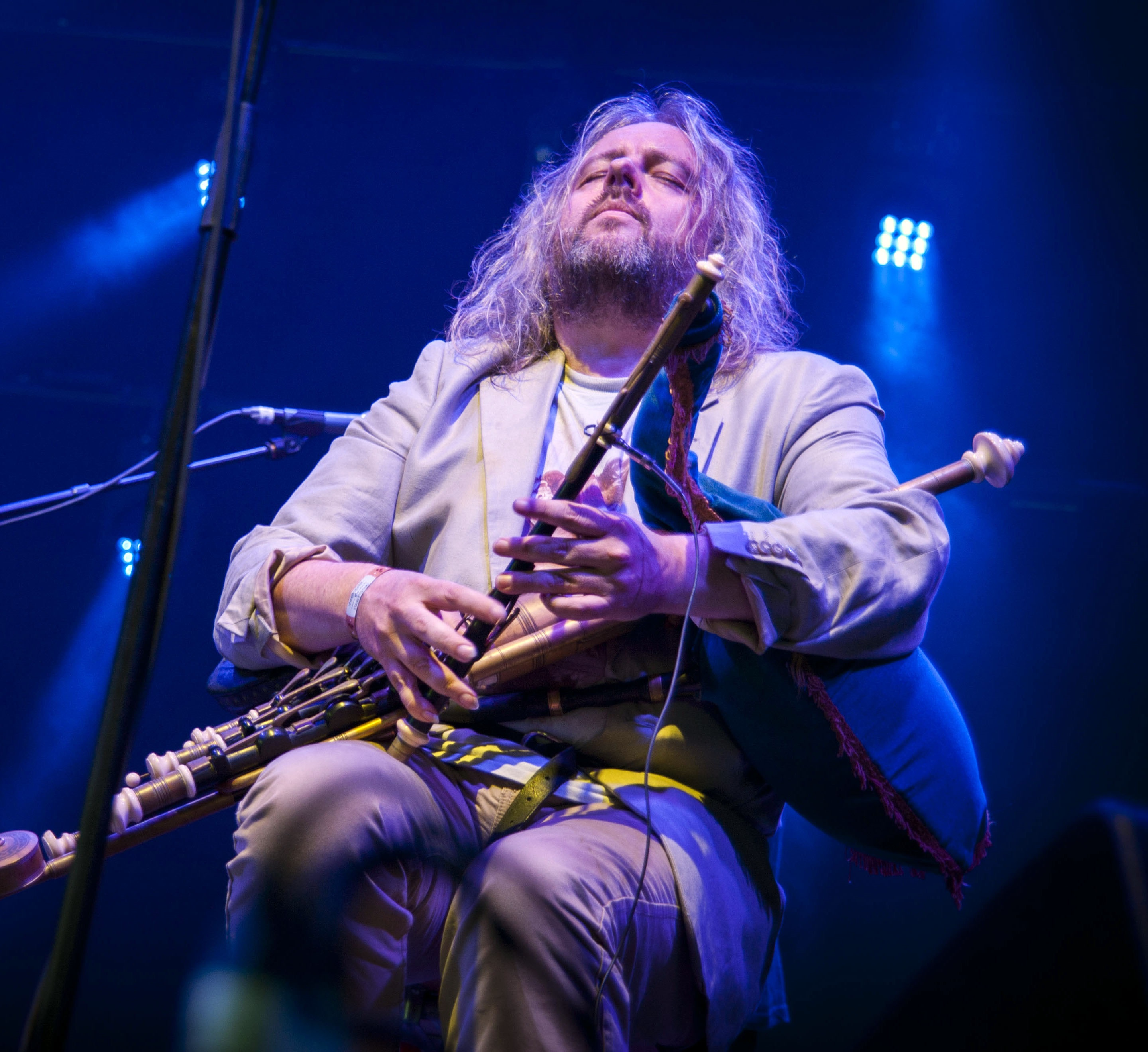
Troy Donockley během vystoupení v roce 2014

Během roku 2017 si skupina dala koncertní i studiovou pauzu. Holopainen v tomto období dokončil debutové album jeho druhé kapely Auri, zatímco Jansen se s jejím přítelem Hannesem Van Dahlem narodila jejich první dcera. Začátkem dalšího roku pak skupina vydala kompilační album Decades, jež dle Holopainena obsahuje ty „nejpodstatnější skladby“ v historii Nightwish. K podpoře kompilace a zároveň k oslavě více než 20 let na hudební scéně se Nightwish v březnu 2018 vypravili na koncertní turné, které obsahovalo severoamerickou a evropskou část. Ani tohoto turné se neúčastnil Nevalainen, jehož zdravotní stav stále nebyl natolik dobrý, aby mohl koncerty absolvovat. Holopainen ho ovšem dle svých slov stále bral jako platného člena skupiny. Kapela na turné též nahrála vystoupení v São Paulu a Buenos Aires pro připravované DVD.
Holopainen také začal ve druhé polovině roku 2017 pracovat na nové studiové nahrávce Nightwish, jejíž vydání odhaduje nejdříve na rok 2020. Během roku 2019 pak bylo oznámeno, že se Nevalainen rozhodl natrvalo Nightwish opustit, jelikož nechtěl „pokoušet štěstí“ a riskovat návrat nemoci. Jako stálý člen byla přijata jeho koncertní náhrada Kai Hahto. Nevalainen však nadále zůstává v managementu kapely.

### Human.:||: Nature.,odchod Marca Hietaly, komplikace na turné a ohlášená koncertní pauza (od 2020)
10. ledna 2020 Holopainen oznámil, že mixování nového alba je hotové a připravuje se vydání. V návaznosti na to bylo 16. ledna 2020 ohlášeno vydání alba Human. :||:  Nature. na 10. dubna 2020. Album se natáčelo v roce 2019 od srpna do října a bylo připravováno ve Finnvox Studios. CD verze obsahuje dva disky: první o devíti skladbách, na druhém je jedna skladba, která je ovšem rozdělená do osmi částí. Grafická podoba alba používá klínopisné symboly – sumerský dingir a propojený mužský a ženský symbol. 
Plánované turné k novému albu muselo být odloženo na následující rok vzhledem k probíhající epidemii koronaviru. Jako náhradu kapela uspořádala v květnu 2021 dva virtuální online streamované koncerty s názvem An Evening with Nightwish in a Virtual World, kde vystupovala ve virtuálním 3D studiu. K prvnímu streamu se připojilo na 150 000 fanoušků z celého světa.

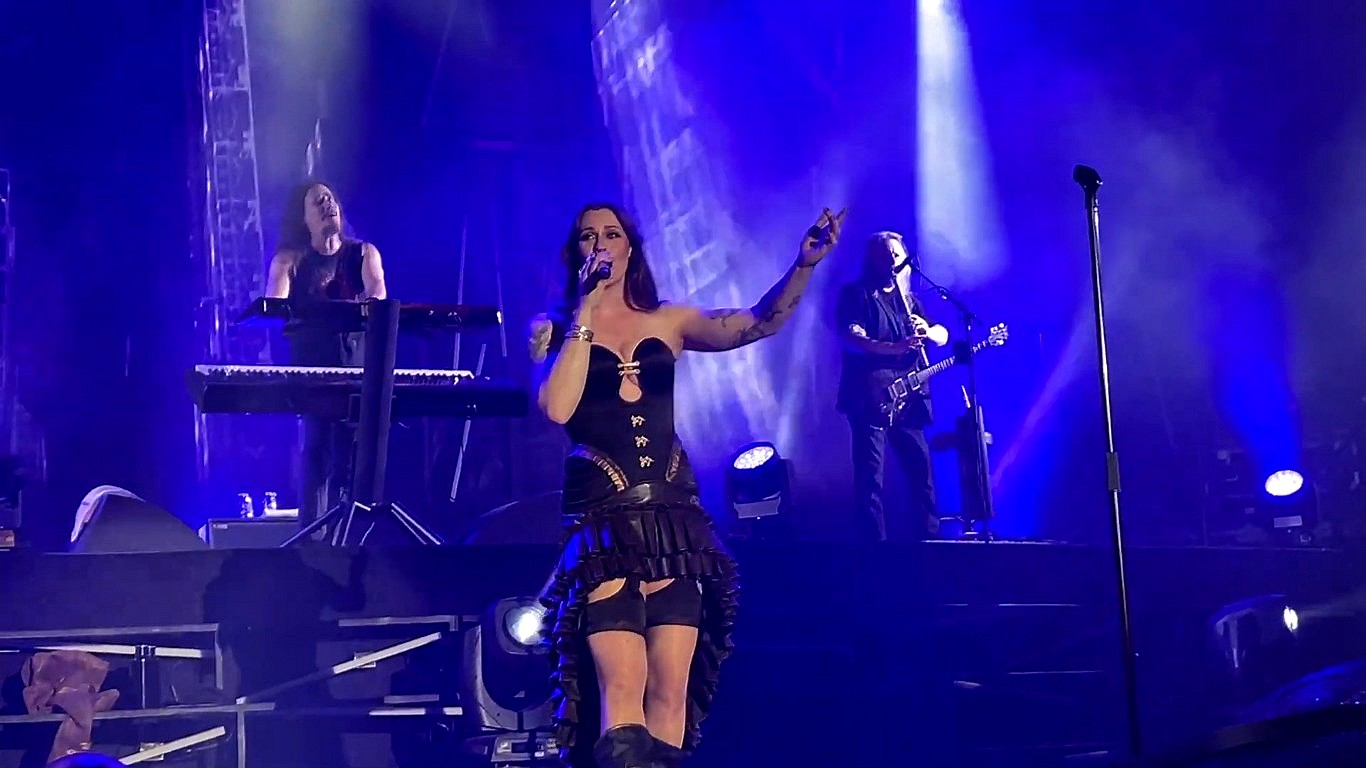
Nightwish v roce 2022 (Holopainen, Jansen, Donockley)

Ještě před tím, 12. ledna 2021, oznámil odchod z formace a veřejného života výrazný člen kapely Marko Hietala. Později uvedl, že důvodem k tomu byly jeho psychické problémy, deprese a změna životního stylu a priorit během koronavirové epidemie. 27. května byl uveden jako nový basista Jukka Koskinen z kapely Wintersun, nejprve jako host pro nadcházející turné, od srpna 2022 jako oficiální člen sestavy.
Na konci října 2022, v přestávce mezi jihoamerickou a evropskou částí probíhajícího turné, podstoupila Floor Jansen úspěšnou operaci karcinomu prsu, který jí byl diagnostikován při preventivní prohlídce dva týdny předtím, a po krátké rekonvalescenci se rychle vrátila na pódium. V březnu 2023 oznámila očekávání druhého potomka; evropské turné na jaře dokončila již v pokročilém stadiu těhotenství a po posledním koncertu ve finské Vaase 18. června v šatně zkolabovala vyčerpáním a byla převezena do nemocnice. Dle pozdějšího vyjádření byla ona i nenarozené dítě v pořádku, následující vystoupení v Oslu bylo nicméně zrušeno.
V červenci a srpnu 2023 kapela započala proces nahrávání své další, již 10. studiové desky, jejíž vydání je naplánováno na rok 2024. K desce dle vyjádření kapely nebude probíhat turné, neboť se členové "z osobních důvodů, pro lepší pohodu a budoucnost kapely" rozhodli na neurčenou dobu udělat koncertní přestávku.

## Hudební styl
Hudební styl Nightwish je obvykle zjednodušeně označován jako symfonický metal s operním vokálem. Toho se skupina drží po celou dobu své kariéry, přibližně od alba Dark Passion Play (2007) do toho navíc přibyly prvky folkové hudby. Vymyká se hlavně debutové album Angels Fall First (1997), kde se uplatnily jednak akustické a jednak gotické prvky. Svůj styl skupina našla na druhé studiové nahrávce Oceanborn (1998), kde skladby dostaly „bombastické, masivní a symfonické prvky.“ Na tomto albu a na další desce Wishmaster (2000), též skladatel Tuomas Holopainen do hudby Nightwish míchal prvky power metalu; tehdy byl inspirován převážně kapelou Stratovarius. S deskou Once (2004) poté dostaly velký prostor orchestrální elementy, jež byly na další desce doplněny již zmíněnými folkovými prvky. Ty má ve skupině na svědomí britský instrumentalista Troy Donockley, který s ní začal spolupracovat před albem Dark Passion Play.
Během nahrávání alb Century Child (2002) a Once (2004) skupina hojně spolupracovala se symfonickým orchestrem. Zatímco na Century Child nebylo využití orchestru tolik znát, skladby na Once byly psány přímo tak, aby v nich orchestr měl možnost vyniknout. Na nahrávání alba Endless Forms Most Beautiful (2015) si skupina pozvala londýnský sbor Metro Voices, který se angažuje hlavně v nahrávání chorálů k filmové hudbě.

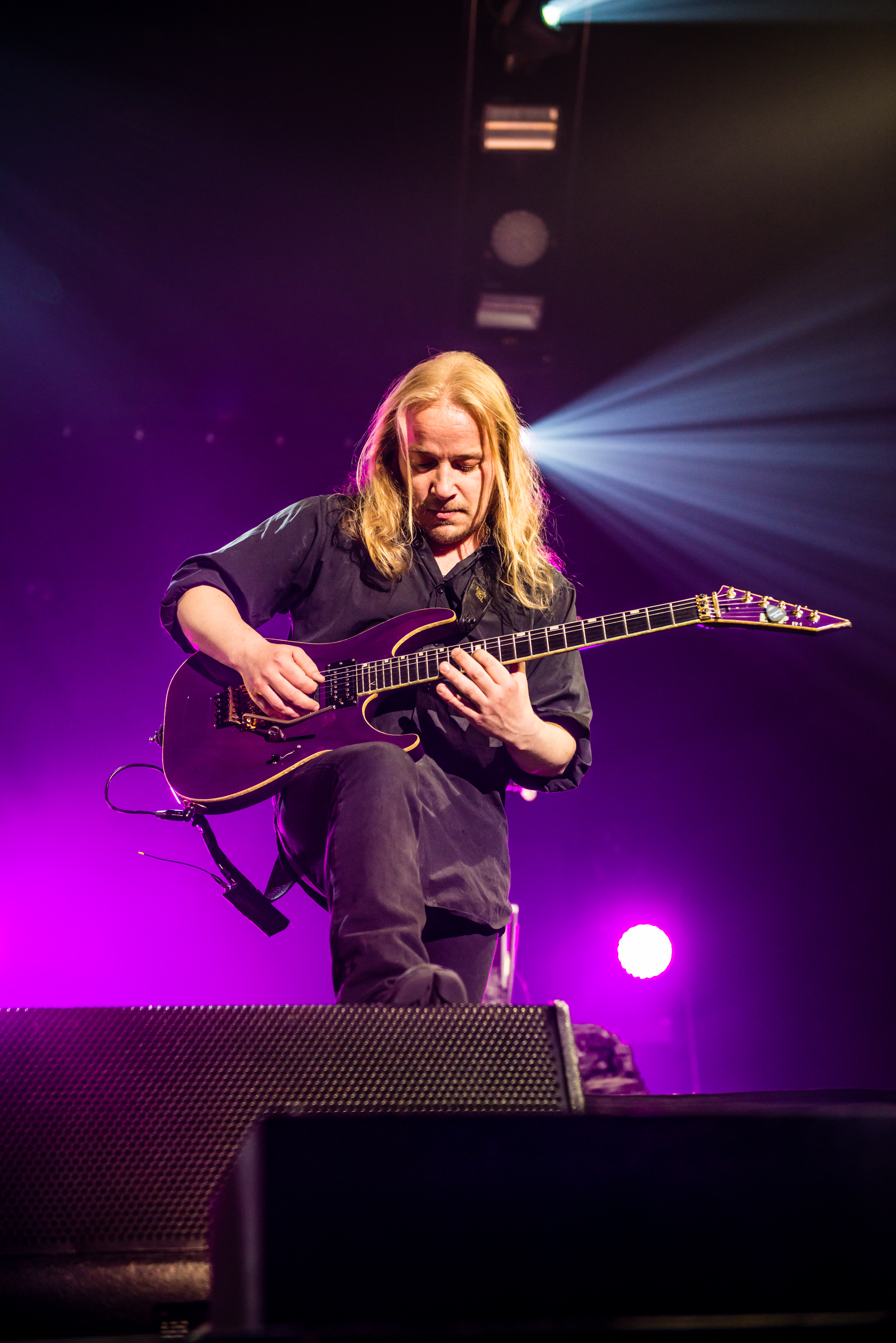
Emppu Vuorinen během koncertu v roce 2015

Tarja Turunen, první zpěvačka v historii kapely, byla operní vokalistka vyučená na klasické hudbě, což spolu s orchestrálními prvky smíchanými s metalovou hudbou přispělo k ustálení pojmu symfonický metal. Třetí a prozatím poslední vokalistka Floor Jansen, která se ke skupině připojila v roce 2012, sice zvládá široký okruh pěveckých stylů včetně operního. Mužský zpěv od roku 2001 pak ve skupině zastává Marco Hietala. Ten většinou zpívá v duetu se zpěvačku, výjimkou je pár jednotlivých skladeb, kde působí jako jediný vokalista. Na Endless Forms Most Beautiful se pěvecky představil také Donockley.

### Témata textů
Veškerá hudba a texty jsou dílem Holopainena, jemuž od roku 2007 s aranžemi pomáhá Donockley a místy s jednotlivými prvky také Hietala. Holopainena jako skladatele ovlivnily The 3rd and the Mortal či Metallica nebo filmoví skladatelé Hans Zimmer a James Newton Howard. Holopainen se během svých skladatelských začátků inspiroval převážně fantasy literaturou, šlo hlavně o série Dragonlance či Pán prstenů, přičemž právě titulní píseň alba Wishmaster je míněna jako pocta Johnovi Tolkienovi a dalším autorům fantasy. Skladba „FantasMic“ zase byla inspirovaná animovanými filmy od společnosti Disney. Texty ovšem nepojednávaly vždy přímo o těchto tématech, skladatel je měl jen jako inspiraci a vymýšlel příběhy vlastní. Holopainen se nechal inspirovat též spisovatelem Stephenem Kingem, od něhož převzal umístění sebe sama do písně. Od alba Once poté své nápady začal hledat ve filmové hudbě či v „obyčejných tématech“. Obyčejná témata někdy byla z autorova vlastního života, Holopainen se začal inspirovat též svými sny, touhami nebo věcmi, které ho zajímaly. Důležitou se pro něj stala autobiografická skladba „The Poet and the Pendulum“. Filmová muzika byla pro Holopainena inspirací již během jeho skladatelských začátků, tyto motivy ovšem tehdy uplatňoval pouze v hudbě k textům. Například na desce Wishmaster se dle něj objevují „bombastické prvky jako ve filmech Statečné srdce či Skála“.
Holopainen píše texty pro Nightwish v angličtině, během historie této skupiny se ovšem objevily i výjimky, jako například skladba „Kuolema Tekee Taiteilian“ z alba Once, která je celá nazpívaná ve skladatelově rodné finštině. Holopainen to částečně bral jako poctu své rodné zemi, šlo též o snahu dát desce trošku exotický výraz.

## Vliv na metalovou scénu
Skupina Nightwish je považována za jednoho ze zakladatelů a popularizátorů žánru symfonického metalu. V době jejich vzniku totiž nebylo zařazení kláves a orchestrací jako dominantních nástrojů příliš populární. Skupina se během let dostala na špičku evropské metalové scény, přičemž se její tvorbou začala inspirovat různá další uskupení, mimo jiné After Forever, Theocracy, Elvellon či Wishmasters. Christofer Johnsson, skladatel kapely Therion, v jednom rozhovoru prohlásil, že díky Nightwish se k jeho kapele dostaly spousty mladých lidí, které by jinak o Therion vůbec nevěděly.

## Diskografie

### Studiová alba
- Angels Fall First (1997)
- Oceanborn (1998)
- Wishmaster (2000)
- Century Child (2002)
- Once (2004)
- Dark Passion Play (2007)
- Imaginaerum (2011)
- Endless Forms Most Beautiful (2015)
- Human. :II: Nature. (2020)
- Yesterwynde (2024)

## Členové

### Současní
- Tuomas Holopainen – klávesy (od 1996)
- Floor Jansen – zpěv (od 2012)

- Emppu Vuorinen – kytara, basová kytara, akustická kytara (od 1996)
- Kai Hahto – bicí (od 2019)
- Troy Donockley – strunné a dechové lidové hudební nástroje, akustická kytara, doprovodný zpěv (od 2007)
- Jukka Koskinen – baskytara (od 2021)

### Bývalí
- Tarja Turunen – zpěv (1996–2005)
- Anette Olzon – zpěv (2007–2012)
- Sami Vänskä – baskytara (1998–2001)
- Jukka Nevalainen – bicí (1996–2019)
- Marco Hietala – basová kytara, zpěv, akustická kytara (2001-2021)

### Členové do studia/na turné
- Marjaana Pellinen – piano, klávesy, doprovodný zpěv (1997–1998)
- Esa Lehtinen – folkové nástroje (1997–2000)
- Tapio Wilska – zpěv (2000–2001, 2018)
- Samppa Hirvonen – baskytara (1997–1998)
- Sam Hardwick – doprovodné vokály (2000–2002)
- Ike Vil – mužské vokály (2001)
- Tony Kakko – mužské vokály (2000, 2015)
- John Two-Hawks – mužské vokály, indiánská flétna (2004–2005)
- Johanna Salomaa – zpěv (2007)
- Pekka Kuusisto – viola (2009, 2012)
- Alissa White-Gluz – zpěv (2012)
- Elize Ryd – zpěv (2012)
- Floor Jansen – zpěv (2012–2013)
- Troy Donockley – strunné a dechové lidové hudební nástroje (2007–2013)
- Kai Hahto – bicí (2014–2019)
- Netta Skog – harmonika (2018)

## Členové kapely na albech
| Zpěv            | Tarja Turunen     | Tarja Turunen     | Tarja Turunen     | Tarja Turunen             | Tarja Turunen     | Tarja Turunen     | Anette Olzon      | Anette Olzon                    | Floor Jansen                    | Floor Jansen                    |  |
| Mužský Zpěv     | Tuomas Holopainen | Tapio Wilska      | není              | Tapio Wilska / Tony Kakko | Marco Hietala     | Marco Hietala     | Marco Hietala     | Marco Hietala / Troy Donockley  | Marco Hietala / Troy Donockley  | Marco Hietala / Troy Donockley  |  |
| Kytary          | Emppu Vuorinen    | Emppu Vuorinen    | Emppu Vuorinen    | Emppu Vuorinen            | Emppu Vuorinen    | Emppu Vuorinen    | Emppu Vuorinen    | Emppu Vuorinen / Troy Donockley | Emppu Vuorinen / Troy Donockley | Emppu Vuorinen / Troy Donockley |  |
| Baskytara       | Emppu Vuorinen    | Sami Vänskä       | Sami Vänskä       | Sami Vänskä               | Marco Hietala     | Marco Hietala     | Marco Hietala     | Marco Hietala                   | Marco Hietala                   | Marco Hietala                   |  |
| Bicí            | Jukka Nevalainen  | Jukka Nevalainen  | Jukka Nevalainen  | Jukka Nevalainen          | Jukka Nevalainen  | Jukka Nevalainen  | Jukka Nevalainen  | Jukka Nevalainen                | Jukka Nevalainen / Kai Hahto    | Kai Hahto                       |  |
| Klávesy         | Tuomas Holopainen | Tuomas Holopainen | Tuomas Holopainen | Tuomas Holopainen         | Tuomas Holopainen | Tuomas Holopainen | Tuomas Holopainen | Tuomas Holopainen               | Tuomas Holopainen               | Tuomas Holopainen               |  |
| Lidové nástroje | nejsou            | nejsou            | nejsou            | nejsou                    | nejsou            | nejsou            | Troy Donockley    | Troy Donockley                  | Troy Donockley                  | Troy Donockley                  |  |